# Maisnil
Maisnil is een gemeente in het Franse departement Pas-de-Calais (regio Hauts-de-France) en telt 244 inwoners (1999). De plaats maakt deel uit van het arrondissement Arras.
Maisnil dient niet te worden verward met de twee andere Franse gemeenten met gelijkende namen; Le Maisnil en Maisnil-lès-Ruitz.

## Geografie
De oppervlakte van Maisnil bedraagt 5,2 km², de bevolkingsdichtheid is 46,9 inwoners per km².
De onderstaande kaart toont de ligging van Maisnil met de belangrijkste infrastructuur en aangrenzende gemeenten.

## Demografie
Onderstaande figuur toont het verloop van het inwonertal (bron: INSEE-tellingen).